# Leiothrix cuscutoides
Leiothrix cuscutoides är en gräsväxtart som beskrevs av Silveira. Leiothrix cuscutoides ingår i släktet Leiothrix och familjen Eriocaulaceae. Inga underarter finns listade i Catalogue of Life.